# Eugénio Katombi
Eugénio Katombi, född 10 mars 1958, är en angolansk friidrottare. Han deltog vid olympiska sommarspelen 1988.